# Antoni Padrós i Solanes
Antoni Padrós i Solanes (Terrassa, 1 de gener del 1937) és director i guionista de cinema i pintor.

## Biografia
Nasqué a Terrassa, fill d'una família de treballadors de la indústria tèxtil de la ciutat. Als sis anys, va estar una llarga temporada malalt, afectat probablement de raquitisme. Aquells mesos d'obligada immobilitat van fer que, mitjançant l'observació del que veia per la finestra i la distracció de mirar fotografies familiars, desenvolupés l'afició d'inventar personatges i muntar històries.
Ja a la vintena, es comença a relacionar amb el que Joan Perucho anomenaria el «grup de Terrassa», que s'aglutinava al voltant de Paulina Pi de la Serra, amb gent com Marta Pessarrodona, i que es relacionava amb artistes com Gabriel Ferrater, Josep Maria Subirachs, o el mateix Joan Perucho.
Padrós es començà a dedicar a la pintura, i l'any 1966 feu diverses exposicions a la sala Gaspar, al costat d'artistes com Arranz Bravo o Robert Llimós. En el 1967 fou seleccionat per a participar en la Biennal de São Paulo, fet que impulsà la seva carrera internacional, amb una pintura adscrita als corrents pictòrics del Pop Art. No obstant això, la pressió dels seus galeristes i el temor a ser controlat pel mercat i a esdevenir un pintor reiteratiu el feu decidir a abandonar la pintura. Actualment la seva obra pictòrica està dispersa en col·leccions particulars d'Europa i els Estats Units.
L'any 1968 es matriculà en una escola privada de cinematografia de Barcelona, l'escola Aixelà, on tingué professors com Pere Portabella, Miquel Porter Moix o Romà Gubern. Realitzà els dos primers curtmetratges: Alice has discovered the napalm bomb" i "Dafnis i Cloe". Aquest darrer va ser premiat al festival Internacional de Salern (Italia) amb el Mascherino d'Argento. Hi col·laborà l'actriu Rosa Morata, que en endavant sortirà en totes les seves pel·lícules i es convertirà en la seva musa. En el 1973 rodà el primer llargmetratge, Lock-out, i dos anys més tard, Shirley Temple Story, un film musical d'una durada de gairebé quatre hores.
El següent projecte de film, Sombras nada más (Carlota y Werther), tot i que llargament preparat va ser finalment abandonat en el 1978 per un Antoni Padrós cansat dels problemes que comportava la producció independent. Després d'un lapse de vuit anys de silenci cinematogràfic, en el 1986 rodà un curt, Ascension, caida y reposo de Maria von Herzig, i tres anys més tard, un llargmetratge, el primer en 35 mm, Veronica L. Una dona al meu jardí, destinat a la difusió comercial. Aquest film, escrit i codirigit amb el crític Octavi Martí, resultà fallit degut a les desavinences entre els dos autors, pràcticament no se n'acabà la postproducció, i ni tan sols s'estrená.
En el 2010 és nomenat membre d'honor de l'Acadèmia del Cinema Català i el Museu Reina Sofia s'interessa en la compra pel seu fons d'art de tota la filmografia de Padrós per a la investigació d'estudiosos. En el 2011, la Filmoteca de Catalunya juntament amb Cameo decideixen produir un pack/DigiBook amb tota l'obra cinematogràfica d'Antoni Padrós. En el 2012 roda el migmetratge L'home precís. En el 2015, la filmoteca d'Espanya, feu un cicle dedicat a Antoni Padrós amb la projecció de totes les seves pel·lícules.
En el 2015 es realitzà l'exposició “Antoni Padrós, Pertorbador de consciències” a la sala Muncunill de Terrassa, comissariada per Valerio Carando, una retrospectiva de l'obra, tant cinematogràfica, com pictòrica de l'artista. Es preveu que la mateixa exposició s'exhibeixi a la seu de la Filmoteca de Catalunya, a Barcelona, entre gener i abril del 2017.
En el 2022 l'Associació Amics del cinema de la Vall de Ribes li fa una retrospectiva al Cinema Catalunya de Ribes de Freser i dins del 9è Festival Gollut entrega del premi a la trajectòria professional.

## Obra cinematogràfica
Ja des de la seva formació com a cineasta, Padrós es manté allunyat de les dinàmiques oficials de la cinematografia estatal. L'equip pedagògic de l'escola Aixelà, definida com un centre de promoció del cinema d'autor, pretenia forjar una formació intel·lectual que des del cinema estengués els seus interessos a àmbits com la política o la filosofia. Entre els docents d'aquesta escola va ser Pere Portabella el que més influència exercí sobre Antoni Padrós.
Els vuit films produïts per Padrós entre 1968 i 1973 reflecteixen les conseqüències de situar-se al marge de la producció oficial del cinema d'aquells dies, cosa que implicava el no poder optar a cap mena d'ajuda oficial, i al fet d'autofinançar-se les pel·lícules amb els diners que guanyava com empleat de banca. En els primers curtmetratges s'utilitzaven emulsions caducades que li proporcionava l'escola Aixelà.
Posteriorment també utilitzà el negatiu de so com a suport per a la filmació d'exteriors, idea que ja havia experimentat Pere Portabella. Amb aquesta estètica de la precarietat, Padrós bolcà en aquests films la seva visió irònica i àcida d'uns esquemes de comportament propis del seu temps, amb al·lusions a modes intel·lectuals, mites culturals i falsos progressismes. Malgrat les influències estilístiques de l'època (Jean-Luc Godard sobretot), Padrós aconseguí desenvolupar un estil propi, imprès en una vocació subversiva.
L'any 1973 Padrós filmà el seu primer llargmetratge, Lock-Out. Aquesta és la pel·lícula amb la qual Padrós es convertí en el cineasta underground admirat per la intel·lectualitat dels temps del tardo franquisme. En aquest film, un grup de marginats es refugia en un abocador d'escombraries; tant la situació com els personatges remeten a les afliccions del final del franquisme i a unes expectatives contestatàries que són caricaturitzades sense pietat. Lock-Out és, en paraules de Padrós "una meditació sobre la marginació i les seves conseqüències. Els personatges, insatisfets sexualment i políticament, molt bé podrien representar trenta anys de la nostra història, connotacions i referències a temes musicals dels anys quaranta que culturitzaren la nostra infància". Lock-Out es rodà durant nou mesos, utilitzant el cel·luloide més barat que existia (5 pessetes el metre); sobre aquest fet, Padrós explicà al crític Matías Antolín, que existia una coherència entre el que es deia (submón) i com es deia (subproducte).
El següent llargmetratge en el qual treballà fou Shirley Temple Story, rodat entre 1975 i 1976. La ficció d'aquest musical-terrorista (en paraules de l'autor), barrejava un ampli compendi de cites musicals i cinematogràfiques (a l'actriu Shirley Temple, a la pel·lícula Allò que el vent s'endugué, a l'expressionisme nòrdic, etc.), amb noves connotacions a l'Espanya de Franco i a altres temes ja freqüentats anteriorment per Padrós: la vocació radical / marginal, la religió apresa a l'escola, la frivolitat decadent de l'alta burgesia, la fascinació (simultàniament posada en dubte) per certs signes i mites de la cultura de masses, la irrupció de l'oníric i el fantàstic.
La sinopsi argumental del film és la següent: Rosa Morata / Shirley Temple, inicia un llarg recorregut fins al País d'Esmeralda per entrevistar-se amb el Mag d'Oz. Però serà perseguida per una malvada fada de l'Est (comunista) i corejada i manipulada per tres joves revolucionaris anarco-estructuralistes. Amb aquest film a Padrós li va arribar la consagració, almenys a l'estranger: va obtenir reconeixement al Festival de Berlín en 1978; la Cinémathèque Royale de Brussel·les li va concedir el Premi L'Âge d'Or (guardó que es concedeix a la pel·lícula que suposi un revulsiu semblant al causat per L'Âge d'or, de Luis Buñuel, en el seu moment) el 1978; i va rebre el Premi de la crítica internacional al Festival de Hyères en 1979.

## Filmografia
- 1966 Free 8 mm. B/N
- 1968-1969 Alice has discovered the Napalm Bomb 8 mm. Kodak-color, 25 min
- 1969 Dafnis y Cloe 16 mm. Dupont (caducat) B/N, 23 min Premiada en el Festival Internacional de Salerno amb el “Mascherino d'Argento”. Exhibida durant una setmana a Londres, en e l'Arts Laboratory Projectada, el 1996, al Festival d'Alcalá de Henares, amb l'edició d'un llibre.
- 1969 -1970 Pim, pam, pum, revolución 16 mm. Dupont B/N, 22 min Segrestada en el Festival Internacional de Cine Independiente de San Sebastián. Seleccionada per l'Underground Film Festival de Londres, que va organitzar el National Film Theatre. Passada per censura i prohibida en els Encuentros de Pamplona.
- 1970 Ice Cream 16 mm. Dupdont (caducat) B/N, 10 min També seleccionada per l'Underground Film Festival de Londres, que va organitzar el National Film Theatre. Passada per censura i prohibida en els Encuentros de Pamplona.
- 1971 Swedenborg 16 mm. Dupont (caducat) B/N i negatiu so Agfa, 42 min. Anunciada als programes del Festival de Benalmádena, per ser retirada a última hora. Projecció en el Festival de Manheim (Alemania), octubre 1974.
- 1971-1972 ¿Qué hay para cenar querida? 16 mm. Dupont (caducat) B/N, 25 min.
- 1972 Els porcs 16 mm. Dupont (caducat) B/N, 15 min.
- 1973 Lock-out 16 mm. Negatiu de so Kodak i 4-X, B/N, 130 min Projecció en el Festival de Manheim (Alemanya), octubre 1974. Projecció en el Prix l'Âge d'Or de Brussel·les, abril 1975 Projecció en el Svenska Filmnstitut d'Estocolm, el 1977, dins d'un cicle sobre el Nuevo cine español. Projecció en el Lincoln Center de Nova York dins del cicle “Clandestin Forbidden Catalan Cinema Under Franco”, maig 1990.
- 1975-1976 Shirley Temple Story 16 mm B/N. 226 min Projectada a la secció Otro cine del Festival Internacional de San Sebastián, el 1977 Cicle Cinema espanyol, i pel National Film Theatre, Londres 1977 Projecció en el Svenska Filmnstitut d'Estocolm, el 1977, dins d'un cicle sobre el Nuevo cine español. Os d'Or del Festival de Berlín 1978 Prix L'Âge d'Or de la Cinémathèque Royale de Bruxelles, 1978 Projectada al Festival de cinema paral·lel de Montreal, 1979 Premi de la Crítica Internacional al Festival International de Jeune Cinéma, de Hières, 1979
- 1986 Ascensión, caida y reposo de Maria von Herzig .Betacam. Color. 22 min
- 1989 1990 Verònica l (Una dona al meu jardí). 35 mm. Color. 100 min Presentada al 38è Festival de Cinema de Sant Sebastià
- 2012 L'home precís. Color. 32 min.